# Formação Candeleros
A Formação Candeleros (anteriormente conhecida como Membro Candeleros da "Formação Río Limay") é uma formação geológica que aflora nas províncias de Río Negro, Neuquén e Mendoza, no norte da Patagônia, Argentina. É a formação mais antiga do Grupo Neuquén e pertence ao Subgrupo Rio Limay. Anteriormente, esse subgrupo era tratado como uma formação, e a Formação Candeleros era conhecida como Membro Candeleros.

## Descrição
A localidade tipo da Formação Candeleros é o Cerro Candeleros na Província de Neuquén, após o qual a formação foi nomeada por Wichmann em 1929. Esta formação se sobrepõe sem contornar à Formação Lohan Cura, e por sua vez é sobreposta pela Formação Huincul, também uma unidade do Grupo Neuquén. Os sedimentos deste último são de cores esverdeadas e amarelas mais claras e a fronteira entre as formações Candeleros e Huincul é facilmente reconhecível.
A Formação Candeleros tem quase 300 metros de espessura em algumas seções. No geral, a formação representa uma parte do antigo deserto Kokorkom com sistema fluvial trançado, composto principalmente de arenitos e conglomerados. Existem também seções isoladas que representam deposição eólica (soprada pelo vento), bem como siltitos depositados em condições de pântano. Paleossolos (depósitos de solo) também são comuns em algumas seções.